# Anatoli Aliàbiev
Anatoli Aliàbiev (en rus: Анато́лий Никола́евич Аля́бьев) (Danilkovo, Unió Soviètica, 1951 - Sant Petersburg, Rússia, 11 gener 2022) va ser un biatleta rus que competí a la dècada del 1970 i 1980.

## Biografia
Va néixer el 12 de desembre de 1951 a la ciutat de Danilkovo, població situada a l'óblast d'Arkhànguelsk, que en aquells moments formava part de la Unió Soviètica i que avui en dia forma part de la Federació Russa.
Llicenciat en pedagogia per la Universitat de Leningrad, el 1980 fou guardonat amb l'Orde de la Bandera Roja del Treball.

## Carrera esportiva
Membre de les forces armades, el 1979 aconseguí imposar-se en el campionat nacional de biatló. Participà en els Jocs Olímpics d'Hivern de 1980 realitzats a Lake Placid (Estats Units) aconseguí, rivalitzant amb el biatleta alemany Frank Ullrich, guanyar tres medalles: la medalla d'or en les proves de 20 km i relleus 4x7,5 quilòmetres i la medalla de bronze en els 10 km. esprint.
Al llarg de la seva carrera guanyà dos medalles de bronze en el Campionat del Món de Biatló en els relleus 4x7,5 quilòmetres, i la temporada 1981 finalitzà en segona posició en la Copa del Món de Biatló.